# 焼味

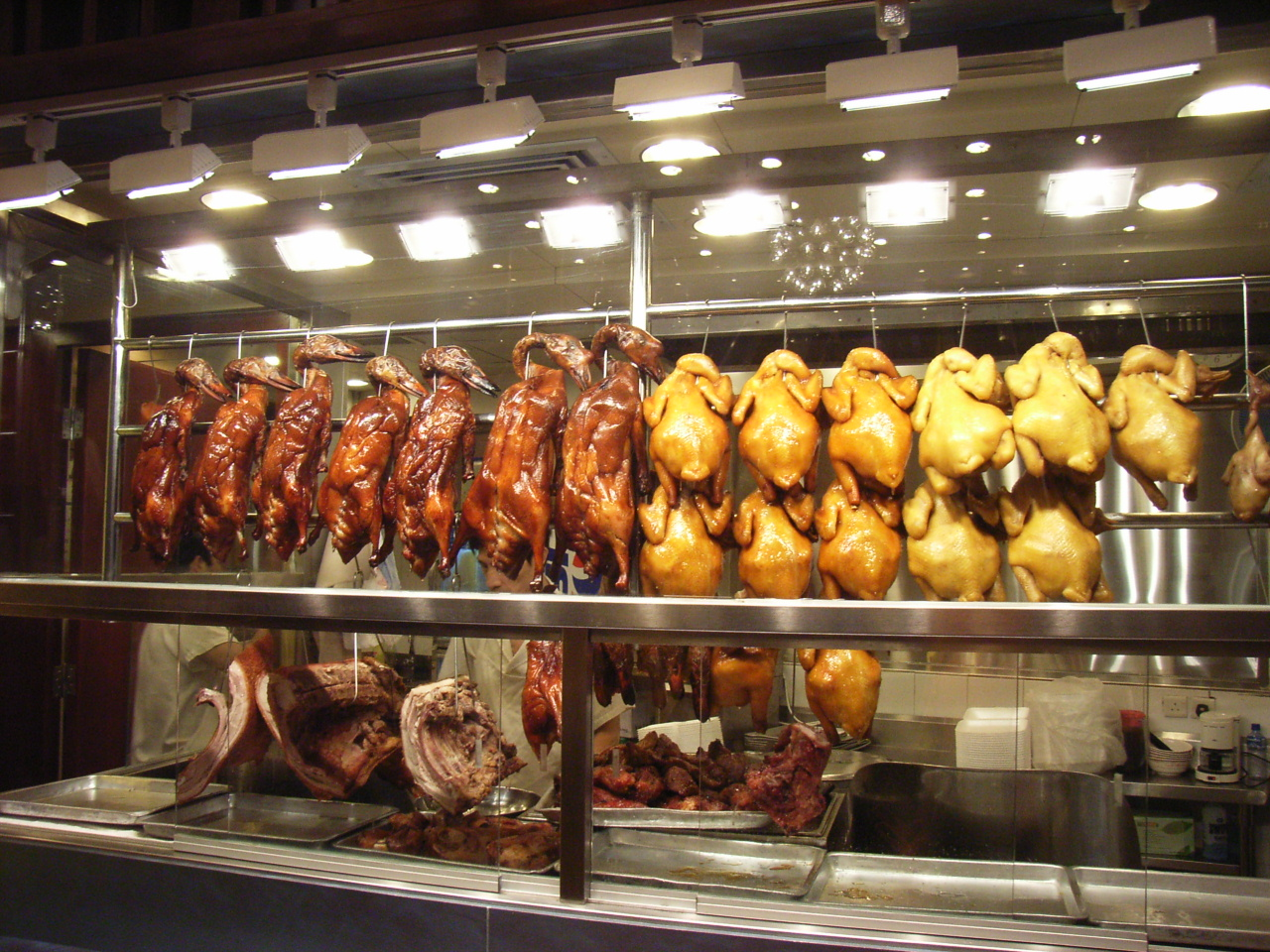
香港の焼味舗

焼味（シュウメイ、シャオウェイ）は、広東料理、香港料理における料理のジャンルの1つ。下味をつけてあぶり焼きにした肉類の料理の総称である。

## 概要
「焼」という字は、中華料理では「煮込む」意味であることが一般的ではあるが、「焼味」の場合は、日本人が漢字からイメージする意味合いに近く、あぶり焼きを意味する。
代表的な焼味料理としては、叉焼、焼肉、焼鴨（アヒルのロースト）、烤乳猪などが挙げられる。
厳密に言えば、肉類に普通に火を入れる料理が「焼味」で、肉類の表面にタレや蜜を塗りながら火を入れる料理は「焼臘」（臘味）となる。
広州の住人にとって、焼味の料理は、宴会の席には欠かせないごちそうであり、同時に日常生活で毎日のように口にするほど身近な料理である。

## 焼味舗
焼味舗は、焼味の料理を提供する飲食店のこと。街のどこにでもある日常食の店であり、日本の寿司屋や焼き鳥屋、定食屋や居酒屋と同じような感覚の飲食店である。
焼味鋪では、どの店も通りに面した側がガラス張りとなっていて、通行人に見えるような形で焼き上げたアヒルやガチョウをぶら下げている。焼味はどれも量り売りであり、客の注文に合わせて店員が切る。
なお、焼味舗だからと言って焼味の料理しか提供していないわけではなく、茹で鶏の白切鶏、「滷味」と呼ばれる下茹でした肉をタレに漬け込んだ料理、作り置きのきく茹で肉料理も提供されている。
焼味舗の料理は、ご飯と共に定食として食されたり、酒の肴として食されているほか、煲仔飯の具として、米粉や河粉といったライスヌードルの具として食される。

### 斬料
斬料は広東語の言い回しで、日本語に直訳した場合には「材料を斬る」であるが、「焼味鋪で焼味を買って、おかずの足しにする」という意味となっている。
こういったことからも、広州の人々にとって、焼味鋪で焼味の料理を購入することが普遍的な習慣となっていることがうかがえる。

## 日本での展開
日本では、日本にワイン文化を広めた功労者である勝山晋作と、写真家で日本に中国茶文化を広めた功労者の菊地和男が、2013年にキラー通りに出店した「楽記」が、焼味舗の先駆けと言える。日本に「焼味」の認知が十分ではなかったため、2019年に勝山晋作が逝去すると「楽記」も閉店となった。
2018年2月には九段下に「錦福 香港美食」が開業し、同年4月には早稲田に「香港 華記 焼味&米線」がオープンしたことで、徐々に焼味の認知が高まり、コロナ禍で料理のテイクアウト＝「斬料」のできる日本の焼味舗は人気を獲得しており、新規開業する店舗も増えている。